# جلان جونز
جلان جونز (بالإنجليزية: Glen Jones)‏ هو سياسي أمريكي، ولد في 15 يوليو 1910، وتوفي في 1983.